# Ozotrioza styracearum
Ozotrioza styracearum är en insektsart som beskrevs av Jean-Jacques Kieffer 1905. Ozotrioza styracearum ingår i släktet Ozotrioza och familjen spetsbladloppor. Inga underarter finns listade i Catalogue of Life.